# إيوان كلاركسون (كاتب)
إيوان كلاركسون (بالإنجليزية: Ewan Clarkson)‏ (1929 - 2010)؛ كاتِب مُتخصِّص في أدب الأطفال وروائي بريطاني. درس في جامعة إكزتر.